# Acriopsis latifolia
Acriopsis latifolia är en orkidéart som beskrevs av Robert Allen Rolfe. Acriopsis latifolia ingår i släktet Acriopsis och familjen orkidéer. Inga underarter finns listade i Catalogue of Life.